# Neirivue
Neirivue is een plaats en voormalige gemeente in het district Gruyère, kanton Fribourg, Zwitserland.
Neirivue ging in 2002 samen met Albeuve, Lessoc en Montbovon op in de gemeente Haut-Intyamon.
De nederzetting ligt aan de hoofdweg tussen Bulle en Château-d'Œx.